# Hippodrome des Hauts-Blancs-Monts
L'Hippodrome des Hauts-Blancs-Monts est situé à Arras dans le Pas-de-Calais.
C'est un hippodrome de trot et de galop.
Les réunions s'y tiennent chaque année entre début mai et fin juin.
Créé en 1884.

## Installations
- Piste en herbe
- Corde à droite